# イボ・カロビッチ
- イボ・カルロビッチ
- イヴォ・カルロヴィッチ

イボ・カロビッチ（Ivo Karlović, クロアチア語発音: [ǐːʋo kâːrloʋit͡ɕ]; 1979年2月28日 - ）は、クロアチア・ザグレブ出身の元男子プロテニス選手。イボ・カルロビッチとも表記される。自己最高ランキングはシングルス14位、ダブルス44位。これまでにATPツアーでシングルス8勝、ダブルス2勝を挙げている。
2017年ATPワールドツアー歴代2位の年長優勝記録保持者であった（37歳5か月）。
男子プロテニス界で最も大柄な身長211cm、体重104kgの体格から繰り出す強烈なサーブを持ち味とし、通算サービスエース数歴代1位記録を保持する。

## 選手経歴

### ジュニア時代
カロビッチは父親が気象予報士、母親は農業従事者という家庭に生まれ、6歳からテニスを始めた。

### 2000年 プロ転向
2000年にプロ入り。転向後はしばらく下積み生活が続いた。

### 2003年 グランドスラム3回戦進出
4大大会初出場となった2003年ウィンブルドンで一躍世界の注目を集めた。当時世界ランキング203位の予選勝者だったカロビッチは第1シードの前年度優勝者レイトン・ヒューイットを1-6, 7-6(5), 6-3, 6-4のスコアで倒した。ウィンブルドン選手権の歴史において、男子シングルス前年度優勝者が1回戦敗退を喫したのは1967年のマニュエル・サンタナ以来36年ぶり2人目の出来事だった。カロビッチはこの大会でマックス・ミルヌイとの3回戦まで進出した。この後全米オープンでも予選を勝ち上がり、チャン・シャルケンとの3回戦まで勝ち進む。年初に217位だった彼の世界ランキングは、年末には72位と大幅に上昇した。

### 2004年 アテネ五輪初出場
2004年はウィンブルドンで2年連続の活躍を見せ、ロジャー・フェデラーとの4回戦まで勝ち上がった。それからアテネ五輪にもクロアチア代表選手として初出場し、シングルス3回戦でカルロス・モヤに敗れた。

### 2005年 デビス杯初優勝
デビスカップにはクロアチア代表として優勝に貢献した。

### 2006年 ツアー初優勝
2006年全豪オープン男子ダブルスでヤン・ヘルニチと組んでベスト8に入り、2月末の全米国際インドアテニス選手権でクリス・ハガードと組んで男子ツアーダブルス初優勝を果たしている。

### 2007年 ツアー初優勝
ウィンブルドン1回戦でヒューイットを破ってから4年後の2007年には4月の全米男子クレーコート選手権でシングルス初優勝。6月のノッティンガム・オープンで優勝。10月のストックホルム・オープンで優勝。ツアー3勝を挙げた。

### 2008年 世界14位
2008年にはノッティンガム・オープンで2連覇を達成する。2008年8月18日付で、彼はシングルス自己最高ランキング「14位」を記録した。

### 2009年 ウィンブルドンベスト8
2003年の衝撃的なデビューの後、彼はウィンブルドンで2005年-2008年まで4年連続の1回戦敗退にとどまっていたが、2009年ウィンブルドンにて、久々に芝コートの大舞台で活躍を見せ、初の準々決勝に進出した。準々決勝では、5年前の4回戦と同じフェデラーと対戦し、3-6, 5-7, 6-7(3)のストレートで敗れた。デビスカップ2009準決勝チェコ戦のラデク・ステパネク戦で78本のサービスエースを決め、1試合のサービスエース数歴代最多を更新した（この記録は2010年ウィンブルドン選手権のジョン・イズナー対ニコラ・マユの史上最長試合でイズナーが113本で更新。マユも103本決め、カロビッチの記録は歴代3位となった）。

### 2011年
2011年3月5日、デビスカップ2011・ワールドグループ1回戦クロアチア対ドイツのダブルスで歴代最速サーブとなる251km/hを記録した。この記録は2012年5月に263km/hを出したサム・グロスに更新されている。

### 2012年
2012年2月のデビスカップ20121回戦ではビーンズドームで日本と対戦した。カロビッチは錦織圭を6-4, 6-4, 6-3、添田豪を7-6, 6-1, 6-4で破り、ダブルスも制して3勝を挙げ日本に勝利した。

### 2013年 ツアー5勝目
2013年春にはウィルス性髄膜炎でツアーの離脱を余儀なくされランキングは100位以下に低下してしまったが、7月のコロンビア・オープンで決勝に進出しアレハンドロ・ファジャを6–3, 7–6(4)で破り5年ぶりのツアー5勝目を挙げた。

### 2014年
2014年シーズンはサービスエース数1185本、ファーストサービスポイント率84％でツアー1位を記録。サービスゲーム勝率93％、ブレークポイントセーブ率72％は2位にランクインした。

### 2015年 ツアー6勝目
2015年1月カタール・エクソンモービル・オープン1回戦にて通算サービスエース数9000本を達成。ゴラン・イワニセビッチ、アンディ・ロディックに次ぐ史上3人目の記録。また準々決勝で世界ランク1位のノバク・ジョコビッチを6-7(2), 7-6(6), 6-4で勝利した。2月のデルレイビーチ・オープンでドナルド・ヤングを6-3, 6-3で勝利し優勝。35歳11ヵ月での優勝は大会最年長で1989年のジミー・コナーズ（37歳1ヶ月）以来のATPツアー年長記録。6月のゲリー・ウェバー・オープン準々決勝対トマーシュ・ベルディハ戦にてサービスエースを45本決め、3セットマッチの男子シングルス最多サービスエース数の新記録を更新した。10月のチャイナ・オープン2回戦対パブロ・クエバス戦ではサービスエースを26本決め、キャリア通算でのサービスエースを10247本とし、ゴラン・イワニセビッチの持つ記録を更新して歴代でのキャリア通算サービスエース数で1位となった。デビスカップでは決勝に進出したが、決勝ではファン・マルティン・デルポトロ擁するアルゼンチンに2勝3敗で敗れ準優勝だった。

### 2016年 ツアー8勝目
2016年7月のテニス殿堂選手権では、決勝でジル・ミュラーを6-7(2), 7-6(7), 7-6(12)の接戦を制し、優勝。この優勝は37歳4か月の優勝で、ATPワールドツアーでマーティ・リーセンに次ぐ歴代2位の年長優勝記録となった。翌週のシティ・オープンでは500シリーズの決勝に初めて進出するが、ガエル・モンフィスに7-5, 6-7(6), 4-6で敗れた。

### 2017年 全豪75本サービスエース
2017年全豪オープンの1回戦ではオラシオ・セバジョスと対戦し、6-7(6), 3-6, 7-5, 6-2, 22-20で勝利した。試合時間5時間14分は全豪オープンの歴史で2番目に長く、サービスエース75本は大会記録だった。ロスマーレン・グラスコート選手権では第1シードのマリン・チリッチにフルセットで勝利し決勝進出。しかし決勝はジレ・ミュラーに敗れた。

### 2018年
2018年全豪オープンは3回戦でアンドレアス・セッピにフルセットの末敗れた。その後はデルレイビーチ・オープンやBNPパリバ・オープン、マイアミ・オープンでは1回戦負けに終わるなど良い成績は残らなかった。しかし10月のカルガリー・チャレンジャーでは優勝を飾り、チャレンジャーツアーの最年長優勝の記録を作った。年間最終順位は101位だった。

### 2019年
2019年年初のマハラシュトラ・オープンの1回戦で18歳のフェリックス・オジェ＝アリアシムに勝利した。両者の年齢差は21歳6カ月で、これは1976年以降で最も大きい年齢差だった。その後、最年長のツアー決勝進出者になったが、決勝ではケビン・アンダーソンに6-7(4), 7-6(2)、6(5)-7(5)で敗れた。全豪オープンでは2回戦で錦織圭に3-6, 6-7(6), 7-5, 7-5, 6-7(7)で敗れた。全仏オープン1回戦の勝利は、1978年のケン・ローズウォールに次ぐ年長でグランドスラムの白星になった。しかし、ATPツアーレベルでは結果を残せなかった。11月のヒューストン・チャレンジャーで決勝進出したが、優勝記録更新はならなかった。年末順位は95位。

### 2020年
2020年は新型コロナウイルス感染症の影響でツアーが一時中断される環境の中で結果を出せず、ツアーレベルの勝利は全豪オープンの1回のみ、全仏オープンでは予選敗退に終わった。年末順位は147位。

### 2021年
2021年デルレイビーチ・オープン1回戦に勝利し、ジミー・コナーズ（当時42歳）に次ぐツアー歴代2番目の最年長白星を記録した。

## サーブ記録
現役男子プロの中でも群を抜くビッグサーバーとして知られるカロビッチだが、他にもサーブにまつわる様々な記録を残している。
- キャリア通算サービスエース数：13,653本（歴代1位。2021年3月4日現在。）
- 年間通算サービスエース数：1,318本（歴代2位。ちなみに歴代1位は、同国の先輩ゴラン・イワニセビッチの1477本）
- セカンド・サーブ記録：232km/h（歴代最速。2007年10月、ストックホルム・オープン準々決勝のアルノー・クレマン（フランス）戦で記録。）
- 1試合でのサービスエース数：78本（歴代3位。デビスカップ2009ワールドグループ準決勝対チェコ戦の第一試合ラデク・ステパネク戦で記録。）
  - なお、4位（75本。2017年全豪オープン1回戦のオラシオ・セバジョス戦で記録）、5位（61本。2016年全米オープン1回戦の盧彦勳戦で記録）記録も保持している。
  - ちなみに歴代1、2位は、2010年ウィンブルドン選手権1回戦の、テニス史上最長試合で記録されたジョン・イスナー（112本）、ニコラ・マユ（103本）。
- 3セットマッチの男子シングルス最多サービスエース数:45本（2015年ゲリー・ウェバー・オープン準々決勝のトマーシュ・ベルディハ戦で記録）。

## ATPツアー決勝進出結果

### シングルス: 19回 (8勝11敗)
| 大会グレード                    |
| グランドスラム (0-0)            |
| ATPファイナルズ (0-0)           |
| ATPツアー・マスターズ1000 (0-0) |
| ATPツアー500 (0-1)              |
| ATPツアー250 (8–10)             |

| サーフェス別タイトル |
| ハード (4–6)         |
| クレー (1–1)         |
| 芝 (3–4)             |
| カーペット (0–0)     |

| 結果   | No. | 決勝日         | 大会               | サーフェス    | 対戦相手                       | スコア                         |
| ------ | --- | -------------- | ------------------ | ------------- | ------------------------------ | ------------------------------ |
| 準優勝 | 1.  | 2005年6月23日  | ロンドン           | 芝            | アンディ・ロディック           | 6-7(7-9), 6-7(4-7)             |
| 準優勝 | 2.  | 2007年2月18日  | サンノゼ           | ハード        | アンディ・マリー               | 7-6(7-3), 4-6, 6-7(2-7)        |
| 優勝   | 1.  | 2007年4月9日   | ヒューストン       | クレー        | マリアノ・サバレタ             | 6-4, 6-1                       |
| 優勝   | 2.  | 2007年6月23日  | ノッティンガム     | 芝            | アルノー・クレマン             | 5-7, 6-4, 7-5                  |
| 優勝   | 3.  | 2007年10月14日 | ストックホルム     | ハード (室内) | トーマス・ヨハンソン           | 6-3, 3-6, 6-1                  |
| 優勝   | 4.  | 2008年6月24日  | ノッティンガム     | 芝            | フェルナンド・ベルダスコ       | 7-5, 6-7(4-7), 7-6(8-6)        |
| 準優勝 | 3.  | 2010年2月28日  | デルレイビーチ     | ハード        | エルネスツ・ガルビス           | 2-6, 3-6                       |
| 優勝   | 5.  | 2013年7月21日  | ボゴタ             | ハード        | アレハンドロ・ファジャ         | 6-3, 7-6(7-4)                  |
| 準優勝 | 4.  | 2014年2月16日  | メンフィス         | ハード (室内) | 錦織圭                         | 4-6, 6-7(0-7)                  |
| 準優勝 | 5.  | 2014年5月24日  | デュッセルドルフ   | クレー        | フィリップ・コールシュライバー | 2-6, 6-7(4-7)                  |
| 準優勝 | 6.  | 2014年7月13日  | ニューポート       | 芝            | レイトン・ヒューイット         | 3-6, 7-6(7-4), 6-7(3-7)        |
| 準優勝 | 7.  | 2014年7月20日  | ボゴタ             | ハード        | バーナード・トミック           | 6-7(5-7), 6-3, 6-7(4-7)        |
| 優勝   | 6.  | 2015年2月16日  | デルレイビーチ     | ハード        | ドナルド・ヤング               | 6-3, 6-3                       |
| 準優勝 | 8.  | 2015年7月19日  | ニューポート       | 芝            | ラジーブ・ラム                 | 6-7(5-7), 7-5, 6-7(2-7)        |
| 優勝   | 7.  | 2016年7月17日  | ニューポート       | 芝            | ジレ・ミュラー                 | 6-7(2-7), 7-6(7-5), 7-6(14-12) |
| 準優勝 | 9.  | 2016年7月24日  | ワシントン         | ハード        | ガエル・モンフィス             | 7-5, 6-7(6-8), 4-6             |
| 優勝   | 8.  | 2016年8月13日  | ロス・カボス       | ハード        | フェリシアーノ・ロペス         | 7-6(7-5), 6-2                  |
| 準優勝 | 10. | 2017年6月18日  | スヘルトーヘンボス | 芝            | ジレ・ミュラー                 | 6-7(5-7), 6-7(4-7)             |
| 準優勝 | 11. | 2019年1月5日   | プネー             | ハード        | ケビン・アンダーソン           | 6-7(4-7), 7-6(7-2), 6-7(5-7)   |

### ダブルス: 3回 (2勝1敗)
| 結果   | No. | 決勝日        | 大会               | サーフェス    | パートナー               | 対戦相手                                            | スコア           |
| ------ | --- | ------------- | ------------------ | ------------- | ------------------------ | --------------------------------------------------- | ---------------- |
| 優勝   | 1.  | 2006年2月27日 | メンフィス         | ハード (室内) | クリス・ハガード         | ジェームズ・ブレーク マーディ・フィッシュ           | 0-6, 7-5, [10-5] |
| 準優勝 | 1.  | 2007年7月30日 | インディアナポリス | ハード        | ティムラズ・ガバシュビリ | トラビス・パロット フアン・マルティン・デル・ポトロ | 6-3, 2-6, [6-10] |
| 優勝   | 2.  | 2015年6月14日 | スヘルトーヘンボス | 芝            | ルカシュ・クボット       | ニコラ・マユ ピエール＝ユーグ・エルベール           | 6-2, 7-6(13-11)  |

## 成績

### シングルス

#### グランドスラム大会
略語の説明
| W | F | SF | QF | #R | RR | Q# | LQ | A | Z# | PO | G | S | B | NMS | P | NH |

W=優勝, F=準優勝, SF=ベスト4, QF=ベスト8, #R=#回戦敗退, RR=ラウンドロビン敗退, Q#=予選#回戦敗退, LQ=予選敗退, A=大会不参加, Z#=デビスカップ/BJKカップ地域ゾーン, PO=デビスカップ/BJKカッププレーオフ, G=オリンピック金メダル, S=オリンピック銀メダル, B=オリンピック銅メダル, NMS=マスターズシリーズから降格, P=開催延期, NH=開催なし.
| 2000–2012年    |      |      |      |      |      |      |      |      |      |      |      |      |      |
| 大会           | 2000 | 2001 | 2002 | 2003 | 2004 | 2005 | 2006 | 2007 | 2008 | 2009 | 2010 | 2011 | 2012 |
| 全豪オープン   | A    | Q3   | Q2   | A    | 2R   | 1R   | 1R   | 1R   | 3R   | 2R   | 4R   | 1R   | 3R   |
| 全仏オープン   | A    | A    | Q1   | Q2   | 1R   | 1R   | 2R   | 2R   | 1R   | 1R   | A    | 1R   | 1R   |
| ウィンブルドン | Q3   | Q2   | Q1   | 3R   | 4R   | 1R   | 1R   | 1R   | 1R   | QF   | A    | 2R   | 2R   |
| 全米オープン   | Q1   | Q2   | Q1   | 3R   | 1R   | 2R   | 1R   | 1R   | 3R   | 1R   | A    | 3R   | 1R   |

| 2013–2024年    |      |      |      |      |      |      |      |      |      |      |      |      |          |
| 大会           | 2013 | 2014 | 2015 | 2016 | 2017 | 2018 | 2019 | 2020 | 2021 | 2022 | 2023 | 2024 | 通算成績 |
| 全豪オープン   | 1R   | 1R   | 2R   | 1R   | 3R   | 3R   | 2R   | 2R   | A    | A    | A    | A    | 16–17    |
| 全仏オープン   | A    | 3R   | 1R   | 3R   | 2R   | 1R   | 2R   | Q2   | A    | A    | A    | —    | 8–14     |
| ウィンブルドン | A    | 1R   | 4R   | 2R   | 1R   | 2R   | 2R   | NH   | Q1   | A    | A    | —    | 17–15    |
| 全米オープン   | 2R   | 2R   | 2R   | 4R   | 1R   | Q2   | 1R   | 1R   | 1R   | A    | A    | —    | 13–17    |

#### 大会最高成績
| 大会                 | 成績 | 年               |
| -------------------- | ---- | ---------------- |
| ATPファイナルズ      | A    | 出場なし         |
| インディアンウェルズ | QF   | 2011             |
| マイアミ             | 3R   | 2010, 2017       |
| モンテカルロ         | 2R   | 2008, 2009       |
| マドリード           | QF   | 2005, 2008       |
| ローマ               | 3R   | 2004, 2008       |
| カナダ               | 3R   | 2011, 2015, 2016 |
| シンシナティ         | SF   | 2008             |
| 上海                 | 3R   | 2014             |
| パリ                 | 3R   | 2007, 2009, 2016 |
| ハンブルク           | 3R   | 2008             |
| オリンピック         | 3R   | 2004             |
| デビスカップ         | W    | 2005             |